# Peoria (Arizona)
Peoria è una città situata tra le contee di Maricopa e Yavapai nello Stato dell'Arizona.

## Geografia
Secondo lo United States Census Bureau, ha un'area totale di 179,10 mi² (463,87 km²). La maggior parte della città si trova nella contea di Maricopa, mentre una piccola porzione a nord si trova nella contea di Yavapai. È un grande sobborgo di Phoenix. Secondo le pubblicazioni del Census Bureau del 2018, la popolazione della città era di 172.959 abitanti.
Peoria è la sesta città più grande dell'Arizona per superficie e la nona più grande per popolazione. Prende il nome da Peoria, nell'Illinois. La parola "peoria" è una corruzione della parola illini per "fuoco di prateria". È la sede di spring training dei San Diego Padres e Seattle Mariners che condividono il Peoria Sports Complex. Nel luglio 2008, la rivista Money ha elencato Peoria nella sua Top 100 Places to Live.

## Società

### Evoluzione demografica
Secondo il censimento del 2018, la popolazione era di 172.959 abitanti.

### Etnie e minoranze straniere
Secondo il censimento del 2010, la composizione etnica della città era formata dall'82,2% di bianchi, il 3,4% di afroamericani, l'1,0% di nativi americani, il 3,2% di asiatici, lo 0,1% di oceaniani, il 7,0% di altre razze, e il 3,1% di due o più etnie. Ispanici o latinos di qualunque razza erano il 18,6% della popolazione.